# Ugu
Ugu là một thị xã và là một nagar panchayat của quận Unnao thuộc bang Uttar Pradesh, Ấn Độ.

## Địa lý
Ugu có vị trí 26°47′B 80°20′Đ / 26,78°B 80,33°Đ Nó có độ cao trung bình là 128 mét (419 feet).

## Nhân khẩu
Theo điều tra dân số năm 2001 của Ấn Độ, Ugu có dân số 6359 người. Phái nam chiếm 53% tổng số dân và phái nữ chiếm 47%. Ugu có tỷ lệ 60% biết đọc biết viết, cao hơn tỷ lệ trung bình toàn quốc là 59,5%: tỷ lệ cho phái nam là 68%, và tỷ lệ cho phái nữ là 52%. Tại Ugu, 14% dân số nhỏ hơn 6 tuổi.